# Mineo
Mineo — це один із лише 4 паласитових метеоритів, падіння яких було спостережене, — і водночас єдиний такий паласит в Італії.

## Історія
3 травня 1826 року над Сицилією був помічений яскравий метеор. Неподалік невеликого містечка Мінео, Катанія, спостерігалося падіння об'єкта, слідом за яким надійшов гучний звук. Насправді вибух стався ще до падіння, і саме від нього походить цей звук. Із невеликого кратера пізніше була вийнята металічна маса, і певний час надходили повідомлення про виявлення окремих паласитових уламків.

## Зразки
Із цієї метеоритної події було виявлено та збережено екземпляри паласитових осколків, загальна вага яких становить лише 42 г, і зберігається у різних колекціях світу.